# マーガレット・オブ・アンジュー
マーガレット・オブ・アンジュー（Margaret of Anjou, 1429年3月23日 - 1482年8月25日）は、中世イングランドの貴族。ランカスター朝のイングランド王ヘンリー6世の王妃。エドワード・オブ・ウェストミンスターの母。フランス語名はマルグリット・ダンジュー（Marguerite d'Anjou）。薔薇戦争でランカスター派を率いて意志薄弱な夫と幼少の息子に代わり戦争を指揮、ヨーク朝に徹底抗戦したことで知られる。

## 生涯

### 生い立ち
ロレーヌ公国（厳密にはバル公領）のポンタ＝ムッソンの生まれ。ロレーヌ公・アンジュー公兼ナポリ王ルネ・ダンジューとロレーヌ女公イザベルの次女で、ロレーヌ公ジャン2世は兄、ヴォーデモン伯フェリー2世妃ヨランドは姉。フランス王シャルル7世(勝利王)の王妃マリー・ダンジューは伯母に当たり、ヴァロワ家の一族であるが傍系のヴァロワ＝アンジュー家の出身である。幼少期は父方の祖母ヨランド・ダラゴンに育てられた。

### ヘンリー6世との結婚
1445年4月23日にヘンリー6世と結婚した。王の側近であるサフォーク伯（後のサフォーク公）ウィリアム・ド・ラ・ポールとヘンリー・ボーフォート枢機卿の肝煎りで百年戦争の和平の一環として行われた政略結婚であったが、先立って1444年5月22日にサフォーク伯の交渉により英仏間で結ばれたトゥール条約は、フランス側からの持参金は一切なく、むしろイングランド側がアンジューとメーヌを割譲する（アンジュー家に返還する）という条件の下に行われた。この内容にイングランド宮廷内では不満が鬱積し、薔薇戦争の原因の一つとなった。
イングランド入りしてからのマーガレットは、宮廷を牛耳る和平派の首領であるサフォーク公と親しくなり、フランスとの和平を推進しつつ国内で専制権力を振るう彼の政策を、夫と共に後押しした。サフォーク公を始め和平派は2人の信任を背景に、グロスター公ハンフリー、ヨーク公リチャードら抗戦派を宮廷から遠ざけ、グロスター公を捕らえ獄死に追いやった。フランスの宥和と評議会からの大貴族排斥、国王からの恩顧を元手にしたパトロネジを通じ派閥を増大させたが、これら一連のやり方は政治から遠ざけられた多くの貴族の不満を集め、抗戦派のヨーク公を中心として反対勢力が結集し始めた。やがて、1449年にイングランド軍の暴発がきっかけで百年戦争が再開されると、フランスが積極的にノルマンディー征服活動を展開した。ノルマンディーのイングランド軍はフランス軍に歯が立たず、ノルマンディーの大半を奪われると、宮廷政治に対する不満が爆発、弾劾されたサフォーク公は翌1450年に失脚して暗殺された。ノルマンディーも4月15日のフォルミニーの戦いでイングランド軍が大敗、勝利したフランス軍により8月に完全制圧されてしまった。
サフォーク公の失脚後はサマセット公エドムンド・ボーフォートが寵臣となり、国王夫妻はサマセット公も支持して政治を任せたが、体制は変化せず不満が解消されないままとなり、ジャック・ケイドの反乱で一時ロンドンが占拠され、沈静後はヨーク公が決起して政治改革を標榜したが、国王夫妻はサマセット公に肩入れしてヨーク公を退けた。だが1453年にカスティヨンの戦いでイングランド軍が再度フランス軍に敗北、百年戦争がイングランドの敗戦で終結すると、ヘンリー6世が発狂して緊張が高まり、10月13日にマーガレットが息子エドワードを産んだことで王位継承権を持つヨーク公は危機感を抱き、同年にサマセット公をロンドン塔へ投獄して政治の実権を奪った。マーガレットはヨーク公に対抗して評議会に自分を摂政にするよう要求したが却下、ヨーク公が1454年に護国卿となり政権をヨーク派で固めたが、年末にヘンリー6世が精神を回復すると、サマセット公の釈放をきっかけにヨーク派が政権を追われた。

### ヨーク派との戦争
1455年にヨーク公とその支持者たちは反撃を企て、第一次セント・オールバンズの戦いでサマセット公は戦死、ヘンリー6世は捕らえられた後、ヨーク派の手でロンドンへ帰された。政権は再びヨーク公が握ったが、マーガレットは自ら宮廷派を掌握してヨーク公と人事と政治方針を巡り対立した。全面衝突を避けたいヘンリー6世の意向で両者は妥協していたが、マーガレットは宮廷をコヴェントリーへ移し、ヨーク公も貴族紛争の調停で勢力拡大して互いに軍備を増強、1459年6月に召集された評議会でマーガレットがヨーク派を弾劾して、9月のブロア・ヒースの戦いで武力衝突となった。
マーガレットは精神的に不安定であったヘンリー6世に代わって、サマセット公ヘンリー・ボーフォート（エドムンド・ボーフォートの息子）、ノーサンバランド伯ヘンリー・パーシー、ペンブルック伯ジャスパー・テューダー（ヘンリー6世の異父弟）、エクセター公ヘンリー・ホランドら有力貴族と共にランカスター朝を支えた。精神不安定な夫を差し置いて、ランカスター派の旗印となって自ら戦争の指揮を執り、王はヘンリーではなくマーガレットだとすら言われた。
10月のラドフォード橋の戦いで勝利、ヨーク公とソールズベリー伯リチャード・ネヴィル、息子のウォリック伯リチャード・ネヴィルらをイングランドから追放した。翌1460年6月にヨーク派がイングランドへ戻り、7月のノーサンプトンの戦いでヘンリー6世を捕らえられるが、マーガレットは息子エドワードを連れて抵抗を続け、スコットランドからの支援を取りつけ、12月のウェイクフィールドの戦いでヨーク公とソールズベリー伯を討ち取った。捕虜としたヨーク派の騎士や歩兵らへの処罰は凄惨を極め、後にシェイクスピアは戯曲『ヘンリー六世』で、「あのフランスの雌狼め!」とマーガレットを罵る言葉を織り込んだ。
しかし、ヨーク公の長男・マーチ伯エドワードは生き残ったヨーク派を結集して、1461年2月2日のモーティマーズ・クロスの戦いでペンブルック伯のランカスター軍を破った。マーガレットは17日に第二次セント・オールバンズの戦いでウォリック伯に勝利してヘンリー6世を救出したが、ロンドンへ入れず北へ撤退した。代わってロンドン入りしたマーチ伯が国王エドワード4世に即位したことによってヨーク派が有利になり、3月29日のタウトンの戦いで大敗してノーサンバランド伯が戦死、ヘンリー6世と息子エドワード、サマセット公、エクセター公らと共にスコットランドへ逃れた。
その後はイングランド北部を拠点に抵抗を続け、1462年にフランスへ渡り従兄のフランス王ルイ11世から支援を取りつけ、ピエール・ド・ブレゼ率いる800人の小規模な援軍と共に戻ったが、イングランドへ戻っても南下できないばかりか拠点をヨーク派に次々と落とされ、翌1463年にアニック城が陥落するとエドワードと共にフランスへ亡命した。1464年のヘクサムの戦いでサマセット公が敗死、1465年にヘンリー6世がヨーク派に捕らえられてロンドン塔へ投獄され、ランカスター派の抵抗はほぼなくなった。

### 敗北、晩年
1470年4月、エドワード4世とウォリック伯が仲違いを起こし、ウォリック伯とエドワード4世の弟のクラレンス公ジョージがフランスへ亡命する事件が起こった。政権転覆を狙うウォリック伯は、ランカスター派と手を組むことを考えマーガレットと接触、7月に両者は合意した。イングランドへ戻ったウォリック伯とクラレンス公がクーデターを起こし、エドワード4世はブルゴーニュへ逃れ、10月にヘンリー6世を復位させ、ウォリック伯はキングメーカーの異名を取った。だが、マーガレットは長年の仇敵だったウォリック伯を信用しておらず、イングランドへ上陸しようとしなかった上、政権の一員であるクラレンス公も王位継承問題で不満を抱え、状況次第では裏切る恐れがあり、政権は非常に脆弱だった。
翌1471年3月、巻き返したエドワード4世がブルゴーニュからイングランドへ帰国、4月3日にクラレンス公が寝返ると流れはエドワード4世に傾いた。11日にロンドンに入城したエドワード4世によりヘンリー6世は廃位され、政権は崩壊した。14日にはウォリック伯がバーネットの戦いでエドワード4世の軍に討ち取られた。2日後の16日にマーガレットは息子エドワードと共にイングランドへ上陸したが、5月4日のテュークスベリーの戦いでエドワードを処刑され、戦後に監禁されていたヘンリー6世も殺された。マーガレットはロンドン塔などに幽閉された後、1475年にルイ11世とエドワード4世の間でピキニー条約が締結、ルイ11世が身代金を支払うことにより釈放され、フランスに帰国した。マーガレットの釈放には、王妃の称号の剥奪と寡婦財産の放棄という厳しい条件が付いていた。
1482年8月25日、53歳でアンジューで死去して葬られた。フランスへ戻った晩年の7年間は、アンジューにおける相続権をルイ11世に取り上げられ、貧困に苦しんだという。
薔薇戦争で戦争を指導した男勝りで積極的な性格が注目され「堂々として精力的な女性」と同時代人に証言されている反面、夫や息子の王位継承権を確保するため手段を選ばない姿勢が非難されている。しかし夫と同じく教育熱心でもあり、1448年にケンブリッジ大学クイーンズ・カレッジを創設、カレッジは変遷を経ながら現在に残されている。また、大陸から優れた毛織物工や絹織物工を招いて織物工業を向上させ、絹織物工の女性のギルドのパトロンとなり、貿易の促進にも注力していた。